# Ga An Hòa
Ga An Hòa là một trạm đường sắt cũ trên tuyến đường sắt Bắc Nam nằm ở xã An Hòa, thành phố Huế, tỉnh Thừa Thiên Huế. Trạm An Hòa nằm giữa hai ga là ga Văn Xá và ga Huế. Trước năm 2014, trạm An Hòa tổ chức đón và trả khách đối với tàu địa phương DH41/42 chạy từ ga Đồng Hới đi ga Huế. Kể từ ngày 1 tháng 1 năm 2014, Tổng công ty Đường sắt Việt Nam đã quyết định tạm dừng đôi tàu ĐH41/42 do quá ít khách đi tàu, sau đó trạm An Hòa đã ngừng hoạt động.